# 고잉 사우스 (책)
고잉 사우스(영어: Going South)는 2021년에 발매될 회고록으로, 뉴질랜드의 아티스트인 로드가 집필하였다. 2019년 1월 남극 대륙을 방문하였던 로드가 겪었던 경험을 뉴질랜드의 사진작가인 해리엇 워가 촬영한 사진과 함께 책에 들어간다. 책의 모든 수익금은 정부 기고나인 앤타티카 뉴질랜드에서 만든 대학원 장학금을 후원하는 데 사용된다.

## 배경
로드는 책을 읽기만 하는 나이가 갔기 때문에 남극을 방문하고 탐험하는 것에 관심을 나타냈었다. 2019년 1월 남극대사라는 자격으로 스콧 기지와 맥머도 기지를 방문하였다. 방문 기간 동안 로드는 환경 실험실에서 미세한 종을 관찰하고 과학자들과 이야기를 나누었다. 로드는 이 책이 세 번째 정규 음반의 "어느 정도의 완벽한 선구자 격"이라고 언급하였다. 뉴질랜드의 사진작가인 해리엇 워가 촬영한 100장이 넘는 사진과 로드의 글이 책에 수록되며, 책의 판매금은 뉴질랜드의 정부 기관인 앤타티카 뉴질랜드가 만든 대학원 장학금 기금으로 사용될 것이다.